# ロッジアの聖母 (ボッティチェッリ)
『ロッジアの聖母』（ロッジアのせいぼ、伊: La Madonna della Loggia）として知られる『聖母子』（せいぼし、伊: La Madonna col Bambino, 英: The Madonna with Child）は、イタリアの盛期ルネサンスの巨匠サンドロ・ボッティチェッリが1467年頃に制作した絵画である。油彩。『ロッジアの聖母』という名前は、聖母子がルネサンス建築のロッジア（開廊）の中に描かれていることに由来している。ボッティチェッリの初期の聖母子画の1つで、師であるフィリッポ・リッピの影響が色濃く表れている。おそらく商業裁判所のために制作された。現在はフィレンツェのウフィツィ美術館に所蔵されている。

## 作品

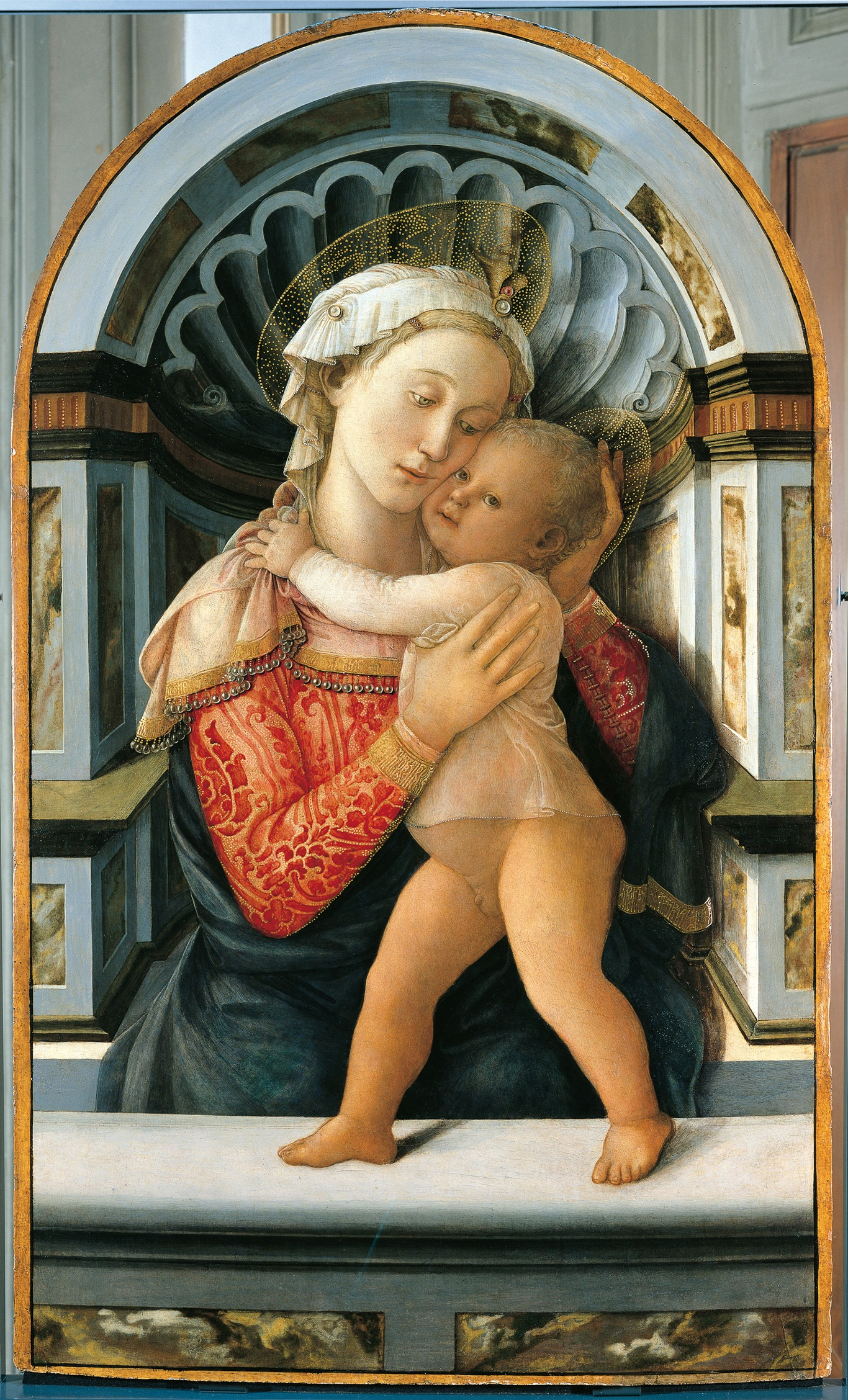
フィリッポ・リッピの『メディチ・リッカルディ宮殿の聖母』。

ボッティチェッリは聖母子を田園風景に面したロッジアに配置している。幼児のイエス・キリストは左足と右足をそれぞれ聖母マリアの膝と欄干の上に置いて立ち、愛情深く聖母マリアを抱きしめ、その頬に顔を近づけている。一方の聖母は幼児キリストを抱きしめているが、やや物憂げな表情でうつむいているように見える。この聖母の様子は息子に受難の運命が待ち受けていることを予期している。聖母の衣装の左肩にはシエナのベルナルディーノが説教の際に使用したキリストのモノグラム「聖ベルナルディーノの太陽」に似た大きな文様が刺繍され、太陽光を表す波打つ線が放射状に発せられている。同様に聖母子の光輪にも波状の模様が見える。それとは別に幼児キリストの光輪には赤い十字架が描かれている。
保存状態は悪く、後世の加筆がかなり認められ、ボッティチェッリ本来の繊細な筆致が損なわれている。

### 図像的源泉
図像の直接的な源泉はフィリッポ・リッピがフィレンツェのメディチ・リッカルディ宮殿で描いた『メディチ・リッカルディ宮殿の聖母』（La Madonna di palazzo Medici-Riccardi, 1466年から1469年）である。そこではフィリッポ・リッピは聖母マリアを半身像で表し、生き生きとした幼児キリストを情愛深く抱きしめる姿を描いている。
初期のボッティチェッリはいくつかの時代（フィリッポ・リッピの工房で働いていた時代、リッピがスポレートに移ったのちにアンドレア・デル・ヴェロッキオの工房で共同制作者として働いていた時代、あるいは独立して自身の工房を開いた時代）に区分できるが、ボッティチェッリはこの時代にフィリッポ・リッピの図像を踏襲して一連の聖母子画を制作した。
フィリッポ・リッピの『メディチ・リッカルディ宮殿の聖母』は、ロレンツォ・ギベルティ、ドナテッロ、ルカ・デッラ・ロッビアなどの彫刻家が制作した彫像に触発されている。これは聖母に頬を寄せる幼児キリストを描いたビザンティン美術のグリュコフィルサ型の聖母像に由来しており、15世紀のフィレンツェの芸術家の間で流行したものであった。

### 額縁
本作品はオリジナルの額縁が現存している。額縁は聖龕型と呼ばれるもので、個人の礼拝用に制作された「寝室の調度品」（Colmo de camera）の好例と言える。本作品のような小型の礼拝用の図像は豪華に装飾された額縁に収められることが多かった。額縁は金で塗装されており、下部にはラテン語で「めでたし、恩寵に満てる者よ」（AVE GRATIA PLENA D(o)M(inu)S）と金文字の銘文が記されている。上部のリュネットには、聖霊を表す鳩の飛翔する姿が、正面から短縮法を用いて描かれている。板絵に接している内側の枠の部分には、聖母子の光輪と同様の太陽光を表す波打つ線が刻み込まれている。

## 来歴
絵画は1784年に商工会議所と商業組合によってウフィツィ美術館に寄贈された。2004年に修復が実施された。

## ギャラリー
関連作品

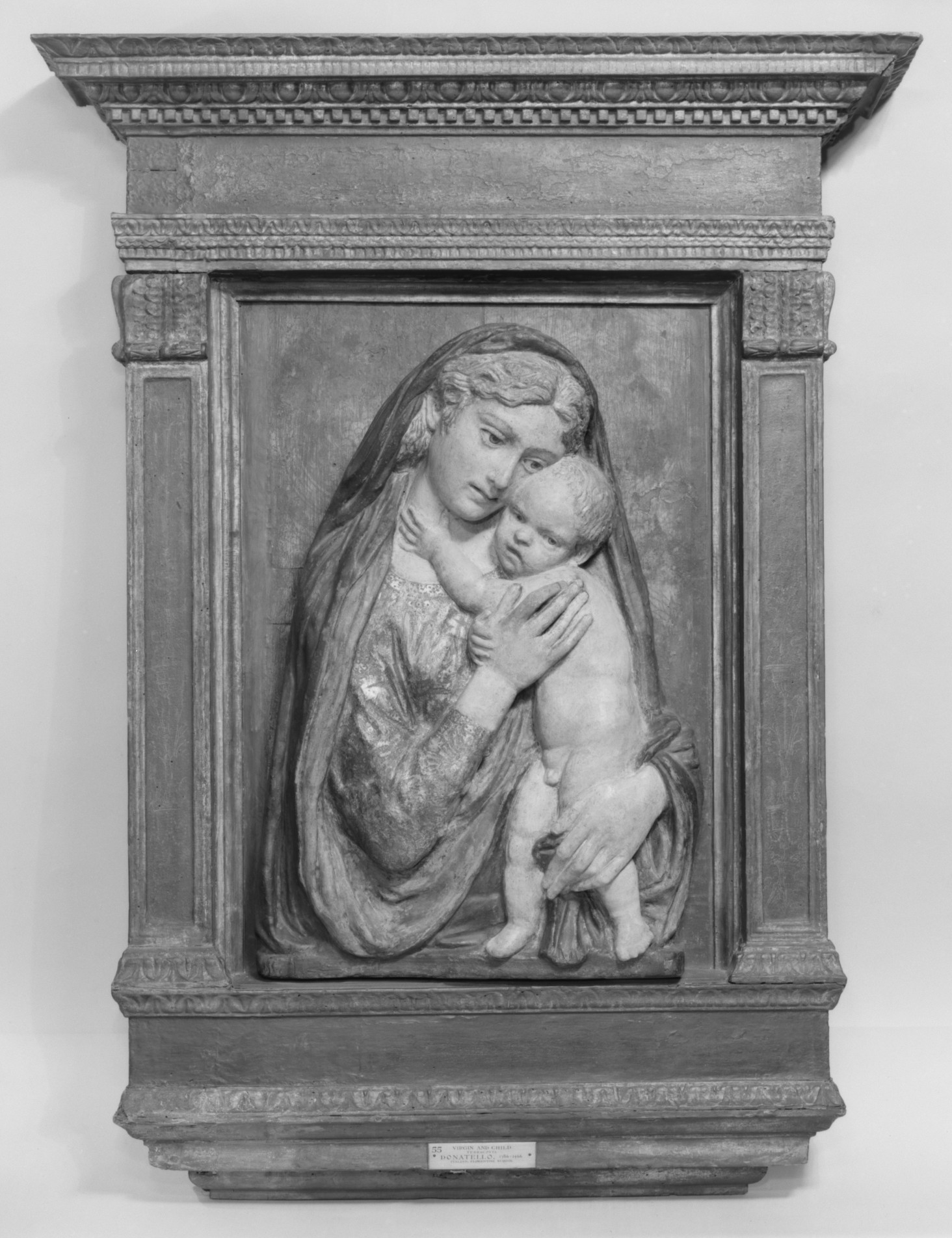
ドナテッロ派『聖母子』15世紀 メトロポリタン美術館所蔵
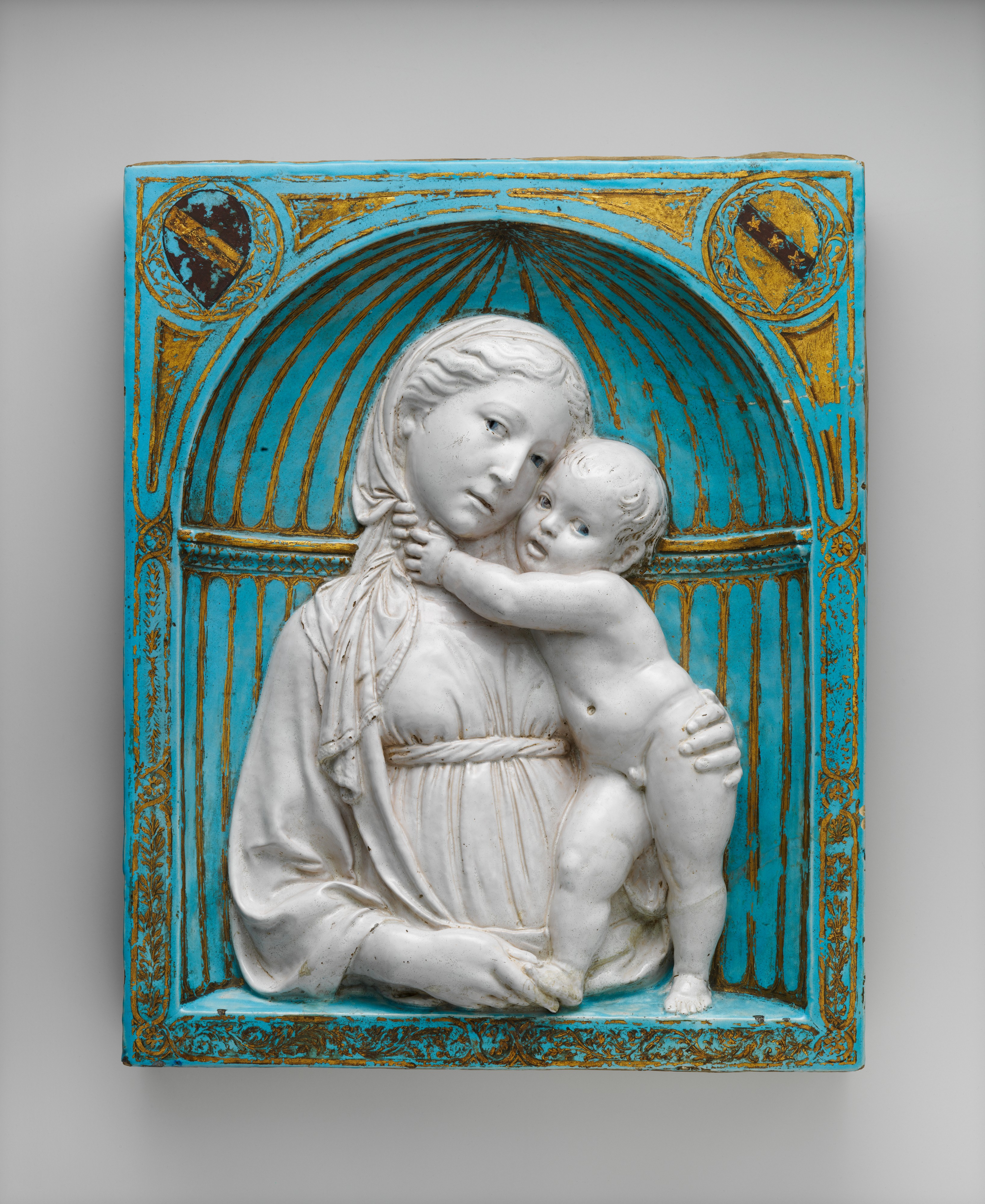
ルカ・デッラ・ロッビア『壁龕の中の聖母子』1460年頃 メトロポリタン美術館所蔵
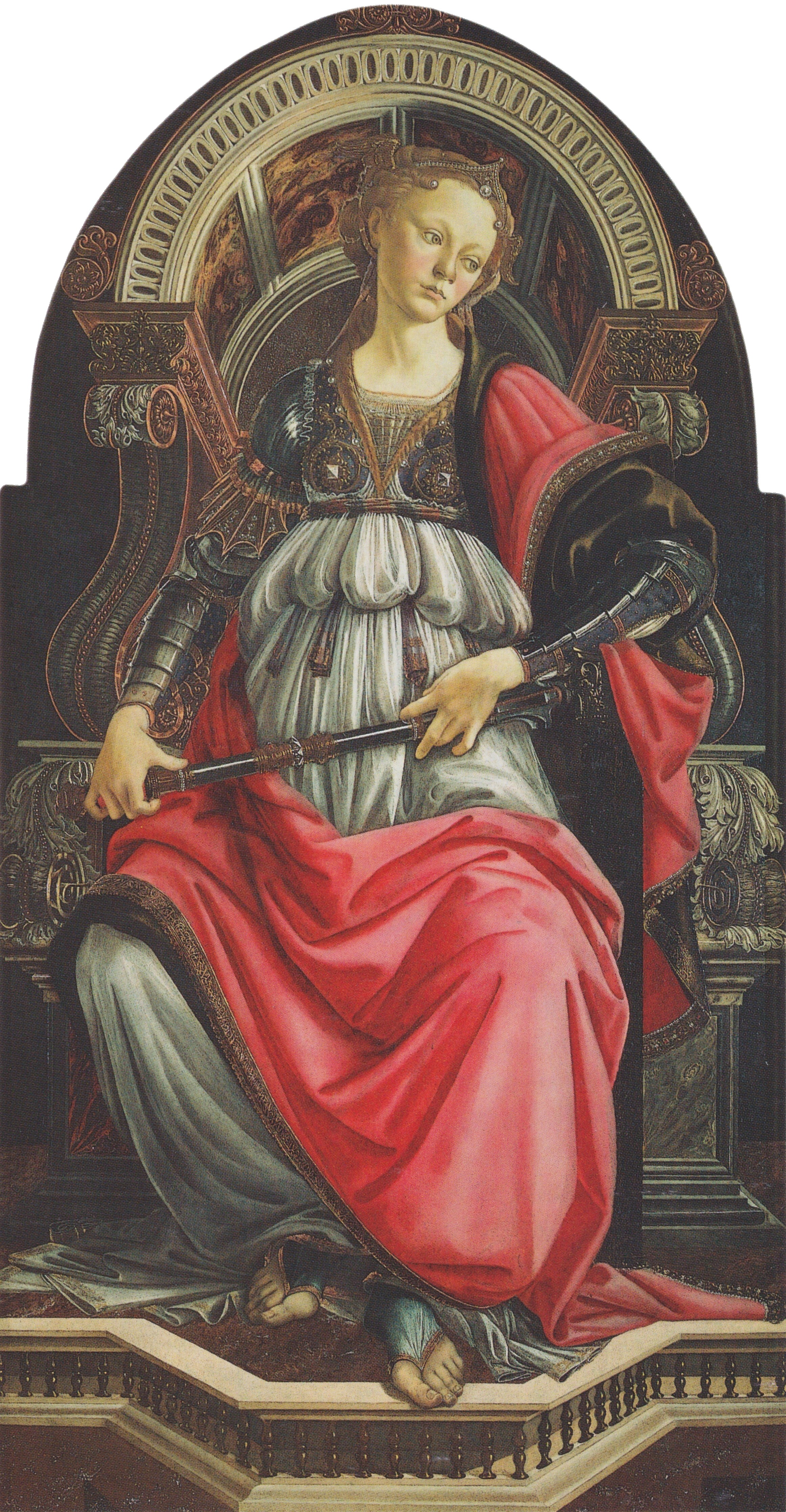
サンドロ・ボッティチェッリ『剛毅』1470年 ウフィツィ美術館所蔵